# LCCS

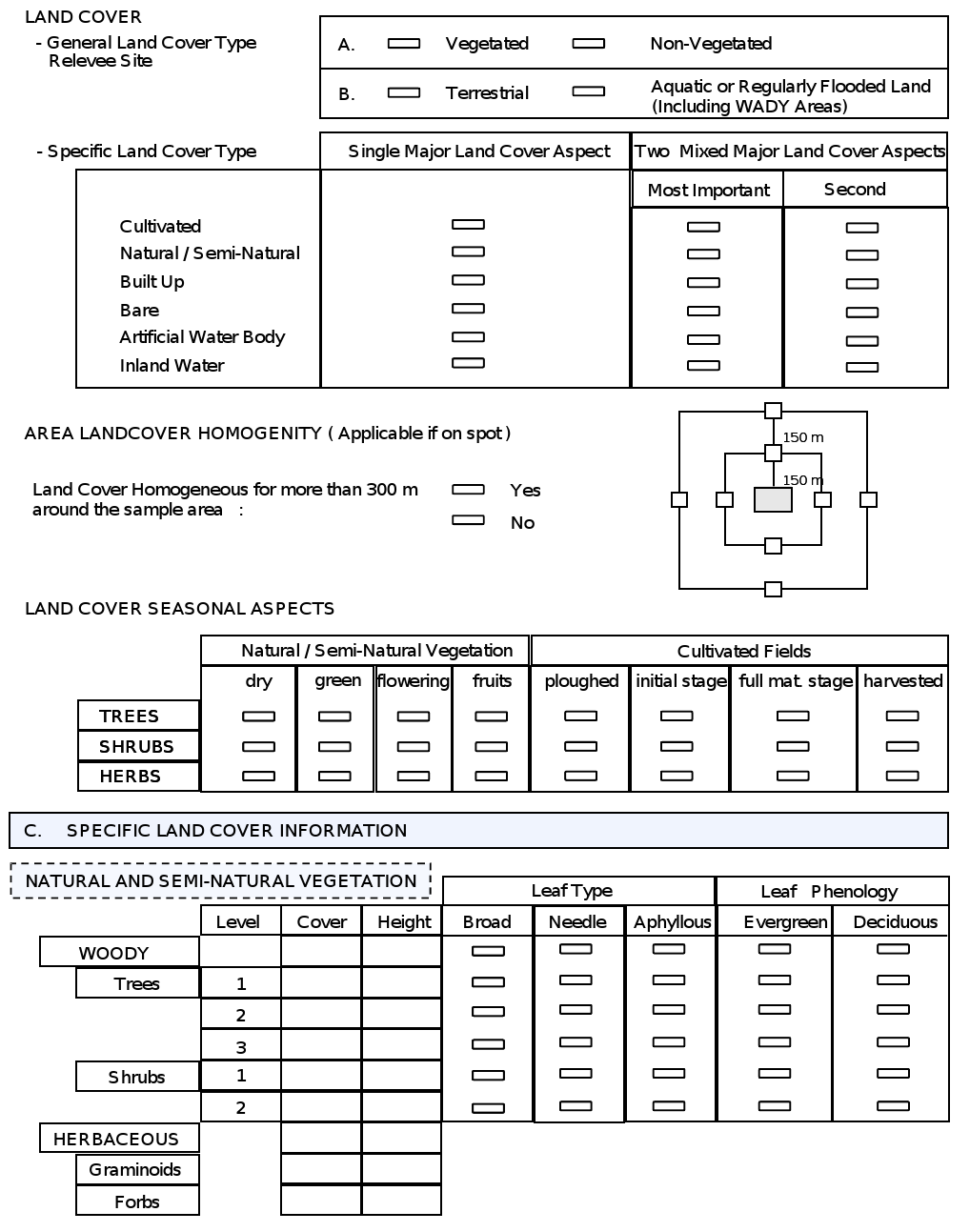
Beispiel eines Feldprotokolls basierend auf dem LCCS Schema

LCCS (Land Cover Classification System; Klassifikationssystem der Bodenbedeckung) ist ein Klassifikationsschema für die Erdoberfläche und speziell ihrer Landnutzung. Es wurde entwickelt, um die flächenhaften Elemente von Landinformationssystemen in ein grobes Schema zu klassifizieren.
Mit Hilfe des LCCS-Schemas können Landschaften des ruralen und urbanen Raums, nach der Art ihrer Landoberfläche (Natur- und Kulturland, Vegetationstypen, Bewuchs und Art der Agrikultur, Wasserflächen, Siedlungs- und Verkehrsflächen) einheitlich aufgenommen und global verglichen werden. Es basiert auf einem standardisierten Aufnahmeschema und kann mit Computerprogrammen oder Eingabemasken von Geoinformationssystemen analysiert werden.
Das Aufnahmeprotokoll wurde von der Food and Agriculture Organization und dem Umweltprogramm der Vereinten Nationen aus Mangel an standardisierten und flexiblen Systemen ins Leben gerufen. Ziel ist eine einfache Klassifikation von Landoberflächen, unabhängig vom Untersuchungsort oder anderen Faktoren wie räumliche, zeitliche oder thematische Genauigkeit.
Es bildet ein weltweites Referenzsystem für Landoberflächen, das gleichzeitig standardisiert als auch flexibel einsetzbar ist. Die standardisierte Datenaufnahme erlaubt einen Vergleich der Ergebnisse zwischen Bearbeitern beziehungsweise auch zwischen Datensätzen aus unterschiedlichen Regionen.
Das System ordnet in einem ersten Schritt ein bestimmtes Gebiet einem von acht Typen zu:
1. von Pflanzen bewachsene, kultivierte Flächen
2. von Pflanzen bewachsene, natürliche Flächen
3. kultivierte Wasserflächen oder überflutete Flächen
4. natürliche Vegetation von Wasserflächen oder überfluteten Flächen
5. künstliche Landoberflächen
6. natürlicherweise unbewachsene Landoberfläche
7. künstliche Wasserflächen
8. natürliche Wasserflächen

Die weitere Einteilung der Flächentypen kann dynamisch erfolgen – ohne die Einschränkung durch vorher definierte Klassen. Für jede der acht Typen gibt es eine Reihe vorgegebener Eigenschaften, die für die Klassifikation verwendet werden. Bisher gibt es – wegen des Mangels an Standardisierung – kein anderes flexibles, international genutztes System, doch ist in der GIS-Forschung die Entwicklung besserer Objektschlüssel im Gange. Die Anerkennung des LCCS als ISO-Standard zur Klassifikation und internationalen Vergleich von Landoberfläche wurde beantragt, ist aber teilweise umstritten. In der EU wird z. B. ein anders aufgebautes System mit 13 Haupt- und 30 flexiblen Unterklassen verwendet, siehe CORINE Land Cover.
Folgende Organisationen und Projekte verwenden LCCS zur Datenaufnahme oder Analyse:
- FAO - Africover
- GLCN (Global Landcover Network)
- GLC2000
- BIOTA Projekt

## Software
Verschiedene Programme zur Übersetzung des LCCS Schemas bzw. zur Auswertung existieren:
- LCCS Software
- GeoVIS
- ArcView Erweiterung
- LCCS Programm von der Univ. Jena (nicht online verfügbar)